# ラシュタット条約
ラシュタット条約（ラシュタットじょうやく）は、1714年3月6日に神聖ローマ皇帝カール6世とフランス王ルイ14世との間に結ばれたスペイン継承戦争の講和条約。皇帝側全権はプリンツ・オイゲン、フランス全権はクロード・ルイ・エクトル・ド・ヴィラール。

## 主な内容
- オーストリアがスペイン領ネーデルラント・ミラノ公国・ナポリ王国・サルデーニャを領有。
- スペイン継承戦争の終結。
- フランス側に就いて選帝侯位を失ったバイエルン選帝侯マクシミリアン2世エマヌエルとケルン選帝侯ヨーゼフ・クレメンス兄弟の復帰。

ラシュタット条約はハプスブルク帝国とフランスの間の条約であり、（プロイセンを除く）神聖ローマ帝国全体とフランスの講和条約（バーデン条約）は9月7日に別途スイスのバーデンで結ばれ、ドイツ方面の戦争は終結した。